# Municipio de Brookfield (condado de Huron)
El municipio de Brookfield (en inglés: Brookfield Township) es un municipio ubicado en el condado de Huron en el estado estadounidense de Míchigan. En el año 2010 tenía una población de 760 habitantes y una densidad poblacional de 8,27 personas por km².

## Geografía
El municipio de Brookfield se encuentra ubicado en las coordenadas 43°42′51″N 83°17′46″O / 43.71417, -83.29611. Según la Oficina del Censo de los Estados Unidos, el municipio tiene una superficie total de 91.92 km², de la cual 91,92 km² corresponden a tierra firme y (0 %) 0 km² es agua.

## Demografía
Según el censo de 2010, había 760 personas residiendo en el municipio de Brookfield. La densidad de población era de 8,27 hab./km². De los 760 habitantes, el municipio de Brookfield estaba compuesto por el 98,16 % blancos, el 0,13 % eran amerindios, el 0,13 % eran asiáticos, el 0,53 % eran de otras razas y el 1,05 % eran de una mezcla de razas. Del total de la población el 3,16 % eran hispanos o latinos de cualquier raza.